# Д’Адзельо, Роберто Тапарелли
Джузе́ппе Непомуче́но Робе́рто Тапаре́лли д’Адзе́льо (итал. Giuseppe Nepomuceno Roberto Taparelli d'Azeglio; 24 сентября 1790, Турин, Сардинское королевство, — 23 декабря 1862, Рим, Папская область) — итальянский сенатор и живописец, старший брат Массимо д’Адзельо.
Был сторонником короля Сардинского королевства Карла-Альберта, взошедшего на трон после смерти своего кузена Карла Феликса и, до 1847 года, пользовался большой популярностью.
Впоследствии он посвятил себя исключительно изящным искусствам, преимущественно живописи, был сенатором и директором королевской картинной галереи.
Его «Studj storici e archeologici sulle arti del disegno» (Флоренция, 1862) содержат очень важные указания по истории живописи. Другое его сочинение, «Ritratti duomini illustri dipinti da illustri artefici estratti dall' antica raccolta dei Reali di Savoia», появилось только после его смерти (Флоренция, 1863).
Его сын Витторио родился в 1815 году, с ноября 1850 года служил послом в Лондоне, сначала от туринского кабинета, а потом от Итальянского королевства, и в 1869 году был отозван. Другой брат Роберто, патер Луиджи Тапарелли (1893—1862), был иезуитом и известен как ревностный защитник папства, особенно благодаря своей деятельности в «Civilta cattolica».